# دهستان اسفندک
دهستان اسفندک، یکی از دهستان‌های بخش مهرگان شهرستان سراوان در استان سیستان و بلوچستان است. مرکز این دهستان، شهر اسفندک است.

## جمعیت
بر پایه سرشماری عمومی نفوس و مسکن در سال ۱۳۹۵، جمعیت دهستان اسفندک برابر با ۴٬۵۶۸ نفر بوده‌است.